# Pas pleurer
Pas pleurer est un roman de l'écrivaine Lydie Salvayre paru en 2014 aux éditions du Seuil. Traitant des rapports avec sa mère, dans le contexte de la guerre d'Espagne, il a remporté le prix Goncourt le 5 novembre 2014 et le prix des libraires de Nancy – Le Point la même année.

## Synopsis
Le roman met en scène la mère de l'auteur qui lui raconte au soir de sa vie la révolution libertaire de 1936 en Espagne. Il évoque en parallèle la figure de Georges Bernanos qui séjourne à Majorque lorsque la guerre civile éclate. D'abord sympathisant du mouvement franquiste, Bernanos est choqué par la barbarie des combats et révolté par la complicité du clergé espagnol avec Franco. Il rédige alors Les Grands Cimetières sous la lune, un violent pamphlet anti-franquiste qui aura en France un grand retentissement lors de sa publication en 1938, dont Lydie Salvayre cite plusieurs extraits,.
Le roman est entrecoupé de nombreux passages en espagnol, non traduits.

### Contexte historique
« La révolution espagnole fut la plus singulière des révolutions collectivistes du XXe siècle. C’est la seule révolution radicale et violente qui se soit produite dans un pays d’Europe de l'Ouest et la seule qui ait été, malgré l’hégémonie communiste croissante, véritablement pluraliste, animée par une multitude de forces, souvent concurrentes et hostiles. Incapable de s’opposer ouvertement à la révolution, la bourgeoisie s’adapta au nouveau régime dans l’espoir que le cours des événements changerait. L’impuissance manifeste de leurs partis incita très vite les libéraux et les conservateurs à rechercher une organisation capable d’arrêter le courant révolutionnaire lancé par les syndicats anarchiste et socialiste. Quelques semaines seulement après le début de la révolution, une organisation incarnait à elle seule tous les espoirs immédiats de la petite et moyenne bourgeoisie : le parti communiste. » - Burnett Bolloten, La Guerre d'Espagne. Révolution et contre-révolution (1934-1939).

## Réception critique
Pour Sébastien Lapaque dans Le Figaro : « Dans de nombreux villages de l'arrière-pays catalan à l'existence réglée par le calendrier liturgique de l'Église catholique, des jeunes gens se sont mis à lire Proudhon, Marx et Bakounine. Les plus hardis d'entre eux ont rêvé de « supprimer l'argent, collectiviser les terres, partager le pain ». On sait avec quelle férocité cette euphorie libertaire a été assassinée. Les « questionnements » de Lydie Salvayre ont trait au silence des démocraties bourgeoises, aux rugissements inattendus du catholique et royaliste Bernanos, témoin horrifié du massacre des innocents à Palma de Majorque, et aux manœuvres équivoques des staliniens dans les lignes arrière du camp républicain. À travers le destin tragique de José, le frère de Montse, la romancière se souvient que la plus haineuse de toutes les guerres au cœur de la guerre civile espagnole est celle qui opposa les anarchistes de la CNT-AIT, de la FAI et du Poum aux commissaires politiques des Brigades internationales. »

## Distinctions
Pas pleurer est récompensé du Prix Goncourt 2014, par six voix contre quatre pour Meursault, contre-enquête de Kamel Daoud. Ce sont des choses qui arrivent de Pauline Dreyfus et Charlotte de David Foenkinos étaient également finalistes. C'est considéré comme une victoire surprise pour Salvayre, les favoris étant Foenkinos et Daoud,.
Les autres romans sélectionnés mais non-nommés sont : Constellation de Adrien Bosc, On ne voyait que le bonheur de Grégoire Delacourt, Le roi disait que j'étais diable de Clara Dupont-Monod, L'Ordinateur du Paradis de Benoît Duteurtre, 
Les Tribulations du dernier Sijilmassi de Fouad Laroui, La femme qui dit non de Gilles Martin-Chauffier, Karpathia de Mathias Menegoz, L'Amour et les Forêts d'Éric Reinhardt, La Ligne des glaces d'Emmanuel Ruben, La Peau de l'ours de Joy Sorman et Tristesse de la terre d'Éric Vuillard. Plusieurs romans appréciés des critiques comme Le Royaume, Autour du monde, Quiconque exerce ce métier stupide mérite tout ce qui lui arrive de Christophe Donner ou Viva de Patrick Deville n'en font pas partie,. 
Le roman gagne également le prix des libraires de Nancy – Le Point.

## Théâtre
Adapté du roman de Lydie Salvayre, un spectacle théâtral, Pas pleurer, souvenirs d'un fol été, est monté à Bruxelles en mars 2017, au Théâtre de Poche.
Une adaptation théâtrale du roman est créée à l'Institut français de Barcelone le 8 février 2019, en présence de l'écrivaine, avec les comédiens Anne Sée et Marc Garcia Coté, dans une mise en scène signée par Anne Monfort. À l'issue de la représentation, Lydie Salvayre confie : « J’éprouve à la fois un sentiment de familiarité avec ce qu’a fait Anne, et un sentiment d’étrangeté. C’est mon livre, mais c’est aussi le sien, tel qu’elle l’a lu, conçu, monté, découpé… Il faut faire avec ces deux livres là, avec des personnages qui sont incarnés et qui ne sont pas ceux que j’avais dans la tête lors de l’écriture. Il me semble que c’est normal, et c’est chaque fois ce que j’éprouve : une sorte d’intimité avec le texte et ce sentiment qu’il appartient à d’autres désormais. »

### Vidéographie
- Philippe Lançon, « Pas pleurer », prix Goncourt : « Un livre moyen, colérique et attachant », Libération, 5 novembre 2014, voir en ligne.